# Paul Meyer (Politiker, 1883)
Paul Meyer (* 22. Juli 1883 in Vorbeck; † nach 1919) war ein deutscher Landwirt und Politiker.

## Leben
Meyer hatte nach dem Realgymnasium eine landwirtschaftliche Schule besucht. Er war Erbpächter in Vorbeck bei Schwaan. 1919 wurde er für den Dorfbund Abgeordneter im Verfassunggebenden Landtag von Mecklenburg-Schwerin.